# École supérieure de chimie, physique, électronique de Lyon
La École supérieure de chimie, physique, électronique de Lyon (CPE Lyon) è un'università francese, grande école d'Ingegneria istituita nel 1883, situata a Villeurbanne nel campus dell'Università di Lione (La Doua).

## Didattica
Si possono conseguire i seguenti diplomi: 
- ingénieur CPE Lyon (CPE Lyon Graduate ingegnere Master)[2]
- laurea magistrale, master di ricerca e dottorato)
- laurea specialistica, master specializzati (Mastère MS Spécialisé)

## Laureati famosi
- Yves Chauvin, chimico francese[3]